# Novik
Pour les articles homonymes, voir Novik (homonymie) et Suzuya.
Le Novik, en russe : Новик, en français : Ours, était un croiseur protégé de la Marine impériale de Russie qui prit part à la Guerre russo-japonaise de 1904-1905. Capturé par les Japonais en 1904, il servit dans la Marine impériale japonaise sous le nom d’IJN Suzuya.

## Historique
Le Novik fut un croiseur très rapide, plus petit que ses contemporains, il fut peut-être le précurseur des croiseurs légers. Il fut construit au chantier naval de Schichau, à Elbląg près de Dantzig à la fin du XIXe siècle. Ses performances le firent choisir comme modèle pour la construction de l’Izoumroud. Le croiseur arriva en Russie en mai 1902. En septembre de la même année il fut envoyé en Extrême-Orient, affecté dans une escadre de la Flotte du Pacifique. En décembre 1902 le Novik fut placé sous le commandement de l'amiral Nikolaï Ottovitch von Essen. En avril 1903 il fut basé à Port-Arthur.  

### Carrière dans la Marine impériale de Russie
Le Novik prit part à différents combats au cours de la Guerre russo-japonaise de 1904-1905. Il fut l'un des rares navires de la flotte russe à livrer bataille au cours de l'attaque surprise de Port-Arthur par les Japonais les 8 février et 9 février 1904. Le 9 février 1904 au cours d'un engagement contre la flotte japonaise il fut légèrement endommagé. Le 10 août 1904 le Novik prit part à la bataille de la mer Jaune au cours de laquelle il fut touché par trois tirs japonais causant deux victimes et blessant un troisième. La flotte russe tenta de percer le blocus japonais sans succès, certains navires parvenant à regagner Port-Arthur. Mais plusieurs bâtiments russes réussirent à s'échapper et trouvèrent refuge dans différents ports neutres. Accompagné du Tsarevitch, le Novik se dirigea vers le port neutre allemand de Tsingtao. Afin d'éviter l'internement du croiseur, le commandant Maximilian Schultz (en) choisit de dépasser ses poursuivants à la hauteur des îles japonaises et mit le cap sur Vladivostok. Le croiseur fut poursuivi par le croiseur japonais Tsushima (en) (対馬, construction 1er octobre 1901, lancement le 15 décembre 1902, mis en service le 14 février 1904, retiré du service le 1er avril 1939), ce dernier fut bientôt rejoint par le croiseur japonais Chitose (千歳, construction le 16 mai 1897, lancement 23 janvier 1898, mis en service mars 1898, sabordé le 19 juillet 1931). Repéré par un navire de transport de charbon japonais, le Novik fut pris au piège dans la baie d'Aniva, située à l'extrémité sud de l'île de Sakhaline. Au cours de ce combat le Novik fut touché par cinq tirs japonais qui firent deux victimes, et blessèrent 17 marins. Le croiseur gagna alors le port de Korsakov. Constatant les dégâts considérables à bord et afin de rendre impossible la récupération du Novik, le commandant ordonna le sabordage du croiseur. 

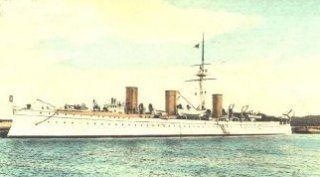
Le croiseur Novik

### Carrière dans la Marine impériale du Japon
Le 5 juillet 1904, après la capture de l'île de Sakhaline par l'empire du Japon, l'épave du Novik est récupérée par la marine japonaise. Malgré les dommages considérables subis lors du combat qui opposa le navire russe au Tsushima et au Chitose, ainsi que par le sabordage, le croiseur fut renfloué le 16 juillet 1906 puis réparé par les Japonais dans le port de Yokosuka. Il entra en service dans la flotte japonaise le 11 juillet 1908 sous le nom d'IJN Suzuya (鈴谷), comme croiseur de 2e classe.  Cependant les réparations ne furent achevées qu'en décembre 1908. Son nom eut pour origine la rivière Suzuya coulant dans la préfecture de Karafuto, près de l'endroit où le Novik fut capturé.

#### Rénovation duSuzuya

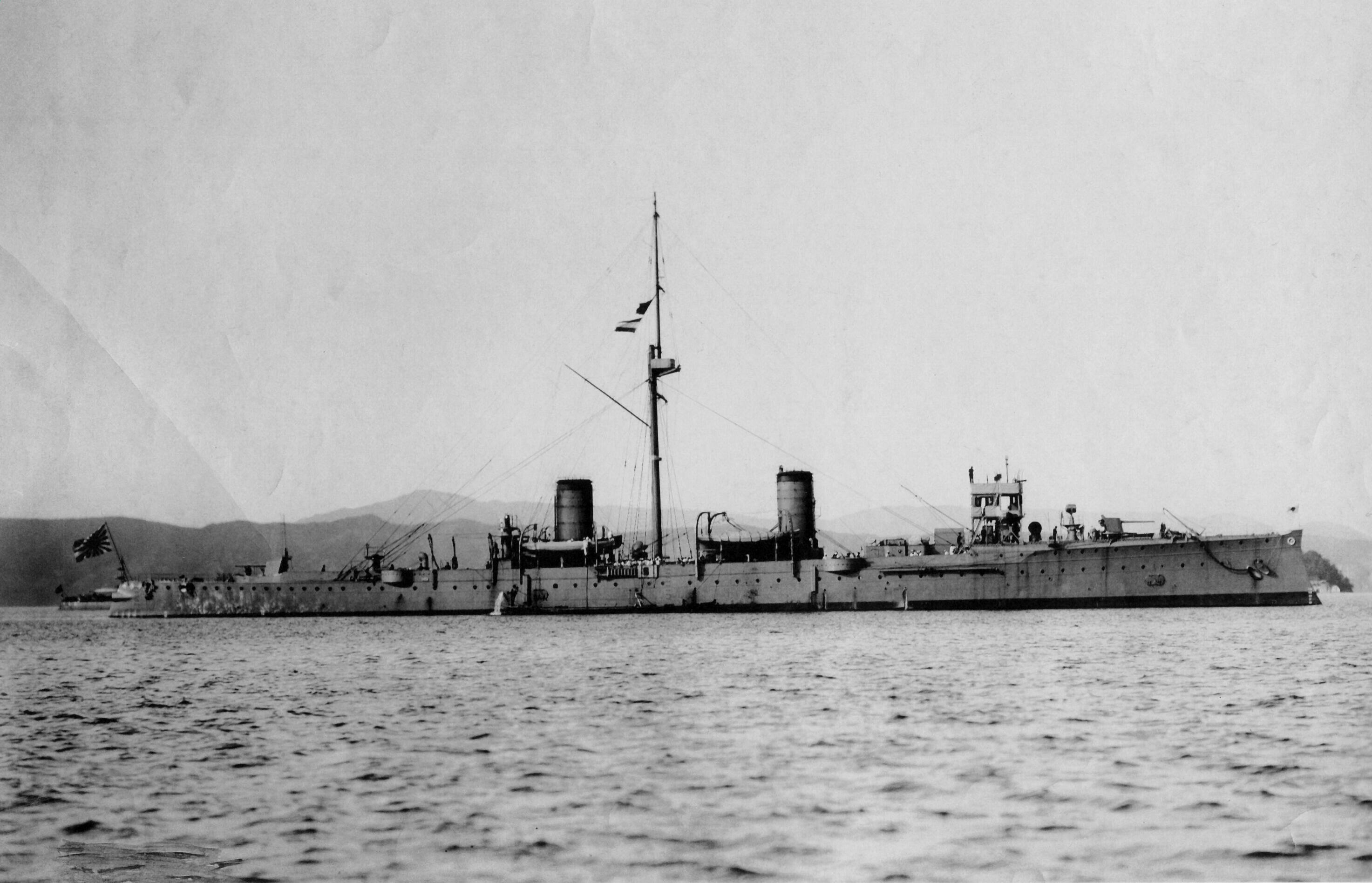
Le Suzuya à Kure, 7 novembre 1908.

L'armement du Suzuya fut typiquement japonais : 2 canons de 152 mm, 4 canons Armstrong de 120 mm. Les douze chaudières de types Schultz furent remplacées par huit chaudières de type Miyabara. La vitesse du croiseur tomba de 25  à 19 nœuds (46 à 35 km/h). Afin de réduire la surcharge du navire, en 1908 2 canons de 120 mm, 4 de 76 mm, 6 de 47 mm et 2 de 37 mm furent installés à bord du Suzuya.
Le 28 août 1912 le Suzuya fut classifié comme navire de défense côtière. Déclaré obsolète il fut démantelé le 1er avril 1913.

## Sources
- (en) Cet article est partiellement ou en totalité issu de l’article de Wikipédia en anglais intitulé « Russian cruiser Novik (1900) » (voir la liste des auteurs).

- (en) Cet article est partiellement ou en totalité issu de l’article de Wikipédia en anglais intitulé « Japanese cruiser Tsushima » (voir la liste des auteurs).

- (en) Cet article est partiellement ou en totalité issu de l’article de Wikipédia en anglais intitulé « Japanese cruiser Chitose » (voir la liste des auteurs).

- (pl) Cet article est partiellement ou en totalité issu de l’article de Wikipédia en polonais intitulé « Nowik (1901) » (voir la liste des auteurs).